# リーナ・プロコフィエヴァ
リーナ・イヴァノヴナ・プロコフィエヴァ（ロシア語: Ли́на Ива́новна Проко́фьева, 1897年10月21日 - 1989年1月3日）は、スペインの歌手、ロシアの作曲家であるセルゲイ・プロコフィエフの最初の妻。Lina Lluberaというステージネームで活動していた。

## 生涯
1897年10月21日にカロリナ・コディナ（Carolina Codina）としてマドリードに生を受けた。母はオルガ（旧姓Nemïsskaya）で父はフアン・コディナだった。両親は共に歌手であり、母はウクライナ出身、父はスペイン出身だった。カロリナは幼い頃に両親とともにロシアを旅行した。スイスに居住した後、1907年にスタンデム号に乗って大西洋を越えてニューヨークに渡っている。リーナはブルックリンの第3公立学校を卒業、卒業式は1913年6月24日に近隣の商業高校で挙行された。
1919年には1か月の間、ロシアの社会主義者エカテリーナ・ブレシコ＝ブレシコフスカヤの下で助手として働いた。
1923年にヴァイマル共和国でプロコフィエフと結婚した。フランスとアメリカ合衆国で暮らしたのち、2人は1936年にソビエト連邦に居を定める。リーナは夫が家族を伴って祖国に移住することを思いとどまらせようとした。これはオペラ『ムツェンスク郡のマクベス夫人』に対するプラウダ批判をきっかけにドミートリイ・ショスタコーヴィチが迫害されていると、ピョートル・スヴチンスキーが彼女に注意を促したことによる。リーナを安心させるためにセルゲイがかけた言葉は知られていないが、この頃の彼の手帳には自分へ向けた次のようなメモが残されている。「形式主義に対する攻撃は私にもミャスコフスキーにも影響しない。」
1938年8月、セルゲイは23歳の文字通りの学生で、詩人で翻訳家でもあったミーラ・メンデリソンと出会った。両者はそれぞれの家族とともにキスロヴォツクを訪れていたところだった。仕事上の関係として始まった付き合いはたちまち婚外の情事へと発展していった。セルゲイは当初リーナに対してミーラを見下げるような評価をしていたが、数か月の内に彼は自らの新たな関係性の程度を打ち明けている。リーナが数十年経ってからインタビューで回想したところによると、彼女は夫がミーラと暮らすことにならない限りは反対しないと答えたという。2人の結婚生活の状況は悪化を続け、1942年3月15日にセルゲイはミーラと暮らすことにすると告げ、これが婚姻に事実上の終止符を打つこととなった。数か月後にバルバロッサ作戦でドイツ軍のロシア侵攻によりモスクワに危機が迫ると、セルゲイはリーナと息子たちに対して自分について首都から避難するように説得を試みたが、リーナはこれを拒絶した。第二次世界大戦の終結後、セルゲイは息子のオレグを通じて離婚届をリーナに届けさせようとしたが、オレグは母の幸福を思いこの任務を実行しなかった。その後、セルゲイは1947年11月22日に裁判所に離婚を申請した。5日後、裁判所は彼の請求を却下する旨を通知する。これは、この結婚が国外で行われたものであってソビエトの当局に適切に登録されていないため、そもそも婚姻自体が無効であるという理由だった。第2審がこの評決を支持し、セルゲイと相方のミーラは1948年1月13日に結婚する運びとなった。
このわずか1か月後の1948年2月20日にリーナは逮捕された。長男のスヴャトスラフが後年述べたところでは、晩に彼女宛の荷物を受け取って欲しいという訪問者があったという。家の外に出た途端、彼女は外で待機していた車に押し込められてしまう。自宅は警察の家宅捜索を受け、代々受け継いだ様々な家宝や芸術品が押収された。モスクワの在ロシアアメリカ大使館職員でリーナと知り合いだったフレデリック・ラインハードは、彼女が出国ビザを取得しようと根気強く努力していたことが良からぬ形でソビエト当局の目を引いてしまったのではないかと述べている。下された判決はグラグへの監禁20年で、判決の懲役部分はコミ自治ソビエト社会主義共和国の収容所での労役に続き、モルドヴィア自治ソビエト社会主義共和国へ移送されて残りの役務を果たすこと、とされた。後の1954年にソビエト検事長官のロマン・ルデンコへ提出された釈放の請願書には罪状が列記されていた。「脱走の企み」、「機密文書の窃盗」、外国の大使館員との「法に反した結びつき」などであった。同じく収監されていたある人物は、リーナが元の夫の暮らしと仕事ぶりを追おうとしていたこと、しかし彼がこの世を去って数か月後にやっとその事実を知ることができたこと、を回想している。
誰かが書庫から走ってきてこう言った。「アルゼンチンで作曲家プロコフィエフの追悼コンサートが開かれたとラジオで言っていた。」リーナ・イヴァノヴナは涙を流し、言葉を口にすることなく歩き去っていった。
8年間の刑期の後、リーナは1956年6月30日に釈放された。その後に行われたショスタコーヴィチ、リーナの友人でもあったティホン・フレンニコフへの請願により、雪解けの時代に彼女の名誉回復がなされた。彼女はさらに時をおかずに自分へプロコフィエフの唯一かつ適法な配偶者としての権利を再認定するよう裁判所へ申請を行った。申請に基づき行われた最初の裁定は1958年3月12日にソビエト連邦最高裁判所により破棄され、彼らの婚姻には法的有効性がないことが改めて確認される形となった。証人の中にはこの件で証言を行うために裁判所から出廷を求められていたショスタコーヴィチ、フレンニコフ、ドミトリー・カバレフスキーがいた。
1974年にリーナはソビエトを離れた。元夫の死後も長く生き、1989年1月3日にこの世を去った。プロコフィエフの音楽から得られる著作権料が彼女にとってはささやかな収入となった。1983年にフォルラーヌ・レーベルでプロコフィエフの初期作品を録音したアブデル・ラーマン・エル＝バシャはシャルル・クロ・アカデミー大賞を獲得したため、授賞式ではリーナ・プロコフィエヴァ自らが賞を手渡した。
息子のスヴャトスラフ（1924年-2010年）は画家、オレグ（1928年-1998年）は画家、彫刻家、詩人となり、生涯の大半を費やして父の生涯と作品の普及に努めた。サイモン・モリソン著の『Lina and Serge: The Love and Wars of Lina Prokofiev』はリーナが題材となっている。